# مارتن بارلاجي
مارتن بارلاجي مواليد 26 مارس 1988 في فرانوف ناد توبلوا، سلوفاكيا، هو ملاكم محترف سلوفاكي بدأ مسيرته الاحترافية سنة 2011 حيث انتصر في نزاله الأول.

## إحصائيات
خاض خلال مسيرته 17 نزالا، فاز في 16 ولم يتعادل وخسر في 1. فاز بالضربة القاضية في 9 نزالات.

## روابط خارجية
- مارتن بارلاجي على موقع بوكس ريك (الإنجليزية) (registration required)